# Keratsini-Drapetsona
Keratsini-Drapetsona (in greco Κερατσίνι-Δραπετσώνα?) è un comune della Grecia situato nella periferia dell'Attica (unità periferica del Pireo) con 89.536 abitanti secondo i dati del censimento 2021.
È stato istituito a seguito della riforma amministrativa detta piano Kallikratis in vigore dal gennaio 2011 che ha abolito le prefetture e accorpato numerosi comuni.